# Сургуджа
Сургуджа (англ. Surguja) — округ в индийском штате Чхаттисгарх. Административный центр — город Амбикапур. Площадь округа — 15 731 км².
По данным всеиндийской переписи 2001 года население округа составляло 1 972 094 человека. Уровень грамотности взрослого населения составлял 54,8 %, что немного ниже среднеиндийского уровня (59,5 %). Доля городского населения составляла 7 %.
По верованиям индуистов, этот регион в период своего изгнания посетил Рама. В округе есть несколько мест, связанных с ним и другими героями «Рамаяны».
До становления империи Маурьев территория находилась под контролем династии Нанда, затем, в III веке до н. э., была разделена на мелкие королевства. Позднее территорию захватил раджпутский князь из клана Ракшал, пришедший со стороны нынешнего Джаркханда.
Во времена Британской Индии Сургуджа считалась туземным княжеством.